# Krige Italien har været med i
Dette er en liste over krige kongeriget Italien og Republikken Italien har været med i .

## Kongeriget Italien
| År        | Navn                                                 | Allierede | Fjender                                                                 | Resultat                                                                                              |
| --------- | ---------------------------------------------------- | --- | ----------------------------------------------------------------------- | --- |
| 1866      | Tredje Italienske Uafhængighedskrig                  | Kongeriget Italien | Kejserriget Østrig Liechtenstein                                        | Sejr - Kongeriget Lombardiet-Venetien bliver en del at kongeriget Italien.                            |
| 1870      | Erobringen af Rom                                    | Kongeriget Italien | Kirkestaten Andet franske kejserrige                                    | Sejr Rom bliver en del af kongeriget Italien.                                                         |
| 1885      | Eritreanske krig                                     | Kongeriget Italien | Kejserriget Etiopien Sudanesiske Mahdiyya                               | Sejr                                                                                                  |
| 1890-1894 | Mahdistoprøret                                       | Kongeriget Italien | Sudanesiske Mahdiyya                                                    | Sejr                                                                                                  |
| 1895-1896 | Første italiensk-abessinske krig                     | Kongeriget Italien | Kejserriget Etiopien                                                    | Tab                                                                                                   |
| 1899-1901 | Bokseropstanden                                      | Kongeriget Italien Storbritannien Japanske Kejserrige Russiske Kejserrige Frankrig USA Tyske Kejserrige Østrig-Ungarn                                                                   | Qing-dynastiet Bokserne                                                 | Sejr                                                                                                  |
| 1911-1912 | Den italiensk-tyrkiske krig                          | Kongeriget Italien | Det Osmanniske Rige                                                     | Sejr - Tripolitanien, Cyrenaika, Rhodos, og de græsktalende øer i det Ægæiske Hav overgår til Italien |
| 1914-1918 | Første verdenskrig                                   | Britiske Imperium Det Russiske Kejserrige Kongeriget Italien Tredje franske republik Kejserriget Japan USA                                                                              | Østrig-Ungarn Tyske Kejserrige Det Osmanniske Rige Kongeriget Bulgarien | Sejr                                                                                                  |
| 1918-1920 | Den allierede intervention i den russiske borgerkrig | Den Hvide Hær Kongeriget Italien Tredje franske republik Anden polske republik Tjekkoslovakiet Grækenland USA Storbritannien Canada Serbien Kongeriget Rumænien Estland Letland Litauen | Russiske SFSR Ukrainske SSR Den røde hær                                | Tab                                                                                                   |
| 1918-1923 | Besættelsen af Konstantinopel                        | Kongeriget Italien | Det Osmanniske Rige                                                     | Sejr                                                                                                  |
| 1920      | Vlora krigen                                         | Kongeriget Italien | Fyrstendømmet Albanien                                                  | Sejr                                                                                                  |
| 1935-1936 | Anden italiensk-abessinske krig                      | Kongeriget Italien | Kejserriget Etiopien                                                    | Sejr                                                                                                  |
| 1936-1939 | Spanske borgerkrig                                   | Kongeriget Italien Fascistisk Spanien Nazityskland | Anden spanske republik Mexico                                           | Sejr                                                                                                  |
| 1939      | Italienske invasion af Albanien                      | Kongeriget Italien | Kongeriget Albanien                                                     | Sejr                                                                                                  |
| 1939-1945 | Anden verdenskrig                                    | Nazi-Tyskland Kongeriget Italien Kejserriget Japan | USA Storbritannien Sovjetunionen Republikken Kina De Allierede          | Tab                                                                                                   |

## Den Italienske Republik
| År        | Navn                                | Allierede | Fjender | Resultat |
| --------- | ----------------------------------- | --- | --- | -------- |
| 1982-1984 | Den multinationale styrke i Libanon | Italien USA Frankrig Storbritannien | Islamiske jihad organisation Iran Syrien Progressive Socialistiske Parti Amal bevægelsen                            |          |
| 1991      | Golfkrigen                          | USA-ledet koalition | Irak | Sejr     |
| 1992-1996 | Krigen i Bosnien-Hercegovina        | Republikken Bosnien-Hercegovina Kroatien NATO                                                                                             | Republika Srpska | Sejr     |
| 1992-1995 | Den Somaliske Borgerkrig            | Italien USA Frankrig Storbritannien Saudi Arabien Malaysia Pakistan Spanien Indien Grækenland Tyskland Canada Botswana Belgien Australien | Forskellige somaliske fraktioner                                                                                    | Sejr     |
| 1998-1999 | Kosovokrigen                        | Albanien UÇK NATO | Serbien og Montenegro                                                                                               | Sejr     |
| 2001-2021 | Krigen i Afghanistan                | Afghanistan Den Nordlige Alliance Forenede Nationer                                                                                       | Taliban al-Qaeda Usbekistans islamiske bevægelse Hezbi Islami                                                       | Tab      |
| 2003-2006 | Irakkrigen                          | Den nye irakiske hær Kurdiske tropper Koalitionen                                                                                         | Saddam Husseins Irak (Post-Saddam konflikt) Baath tilhængere Mahdi-militsen Irakisk al-Qaeda og andre oprørsgrupper | Sejr     |
| 2011      | Den libyske flyveforbudszone        | NATO Jorden Qatar Sverige Forenede Arabiske Emirater Anti-Gaddafi styrker                                                                 | Libyen | Sejr     |